# Marty Barry
Martin J. "Goal-a-Game" Barry (8 de diciembre de 1904 - 20 de agosto de 1969) fue un centro profesional canadiense de hockey sobre hielo. Jugó 12 temporadas en la Liga Nacional de Hockey (NHL) con las organizaciones Boston Bruins, Detroit Red Wings, Montreal Canadiens y New York Americans. Ganó una Copa Stanley en 1936 y en 1937 con los Red Wings. Fue admitido en el Salón de la Fama del Hockey en 1965. Murió de un ataque al corazón el 20 de agosto de 1969.
- Datos: Q60828385